# Inzell
Inzell ist eine Gemeinde im oberbayerischen Landkreis Traunstein und seit 2013 Sitz des bayerischen Landesleistungszentrums für Eisschnelllauf. Die Gemeinde ist außerdem staatlich anerkannter Luftkurort.

## Geographie

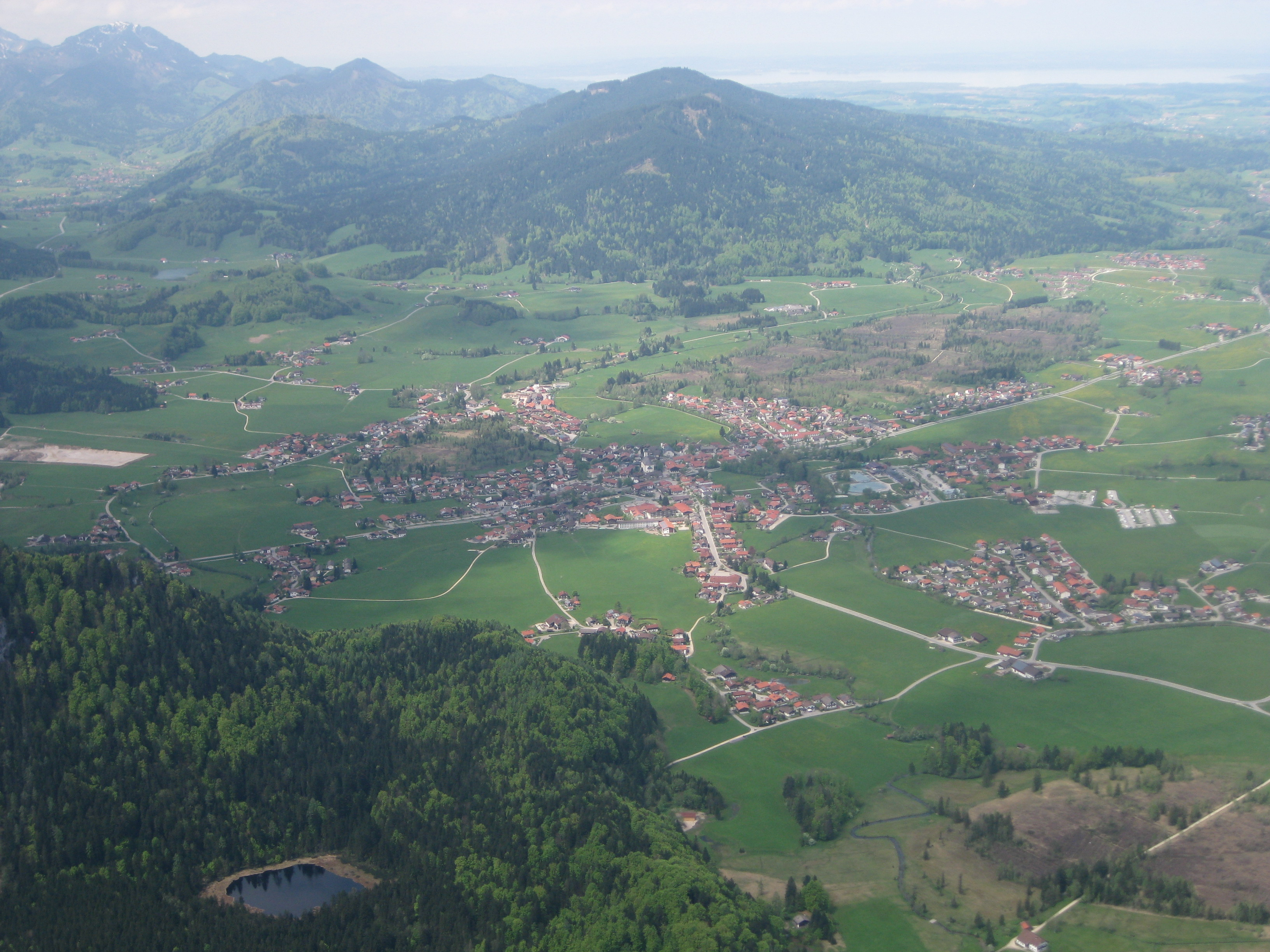
Inzell aus Ostsüdost, im Hintergrund der Chiemsee

### Geographische Lage
Der Ort Inzell liegt in einem weiten Talgrund in den Chiemgauer Alpen, der vom Rauschberg, dem Zinnkopf, dem Teisenberg und dem Gebirgsstock des Staufen umrahmt wird. Im Ortsgebiet von Inzell nimmt am Zusammenfluss von Großwaldbach und Mahderbach die Rote Traun ihren Anfang. Inzell wird auch als das „Tor zum Landkreis Berchtesgadener Land“ bezeichnet. Der Grund dafür ist die Zwing, eine Bergenge zwischen Inzell und Weißbach, die den Chiemgau vom Landkreis Berchtesgadener Land trennt.

### Topographie
Bei einer Gebietsfläche von 45,35 Quadratkilometern liegt der Ortskern von Inzell (Rathausplatz) auf 693 m über NHN.

### Gewässer

#### Fließgewässer
Der Inzeller Talkessel wird im Norden von der Roten Traun entwässert, die aus dem Großwaldbach, dem Mahderbach und dem Falkenseebach hervorgeht. Das Quellgebiet des Großwaldbachs liegt zwei Kilometer nordöstlich des Inzeller Gemeindeteils Adlgaß. Der Mahderbach oder Sulzbach entspringt im Inzeller Gemeindeteil Zwing, durchquert den Zwingsee, verläuft unterirdisch unter dem Gelände der Max-Aicher-Arena und mündet in der Inzeller Filze in den Großwaldbach. Der Falkenseebach entspringt in fünf Quellen im Naturschutzgebiet Östliche Chiemgauer Alpen, südlich des Falkensees zwischen dem Scharnkopt und dem Falkenstein. Er durchquert den Falkensee und mündet im Inzeller Kurpark in den Großwaldbach. 250 Meter südlich der Falkensteinquellen entspringt im Wasserloch der Weißbach, der nach Süden in die Saalach fließt.

#### Seen
Seen im Gemeindegebiet von Inzell:
- Frillensee etwa 5 km östlich der Ortsmitte von Inzell am Nordfuß des Zwiesel, Fläche 4,3 ha, maximale Tiefe 7,5 m
- Falkensee im Naturschutzgebiet Östliche Chiemgauer Alpen zwischen Gruberhörndl und Falkenstein, Fläche 1,5 ha, maximale Tiefe 4 m
- Krottensee im Naturschutzgebiet Östliche Chiemgauer Alpen zwischen Gruberhörndl und Falkenstein, Fläche 1,2 ha, maximale Tiefe 3 m
- Zwingsee, ein im Jahr 1925 künstlich angestauter See zwischen dem Gemeindeteil Zwing im Süden und der Max-Aicher-Arena im Norden, Fläche 2,4 ha, maximale Tiefe 5 m
- Naturbadesee Inzell, ein in den Jahren 2005/2006 auf dem Gelände des seit 1972 bestehenden Warmfreibades unter Einbezug der bestehenden Schwimmbecken künstlich angelegter Badesee mit einer Wasserfläche von 10.000 m² in der Ortsmitte von Inzell[6]

### Nachbargemeinden
An die Gemeinde grenzen im Westen die Gemeinden Ruhpolding und Siegsdorf (beide Landkreis Traunstein), im Norden und Nordosten der Markt Teisendorf und die Gemeinde Anger, im Osten die Gemeinde Piding, im Südosten am Hochstaufen die Stadt Bad Reichenhall und im Süden die Gemeinde Schneizlreuth (alle Landkreis Berchtesgadener Land).

### Gemeindegliederung

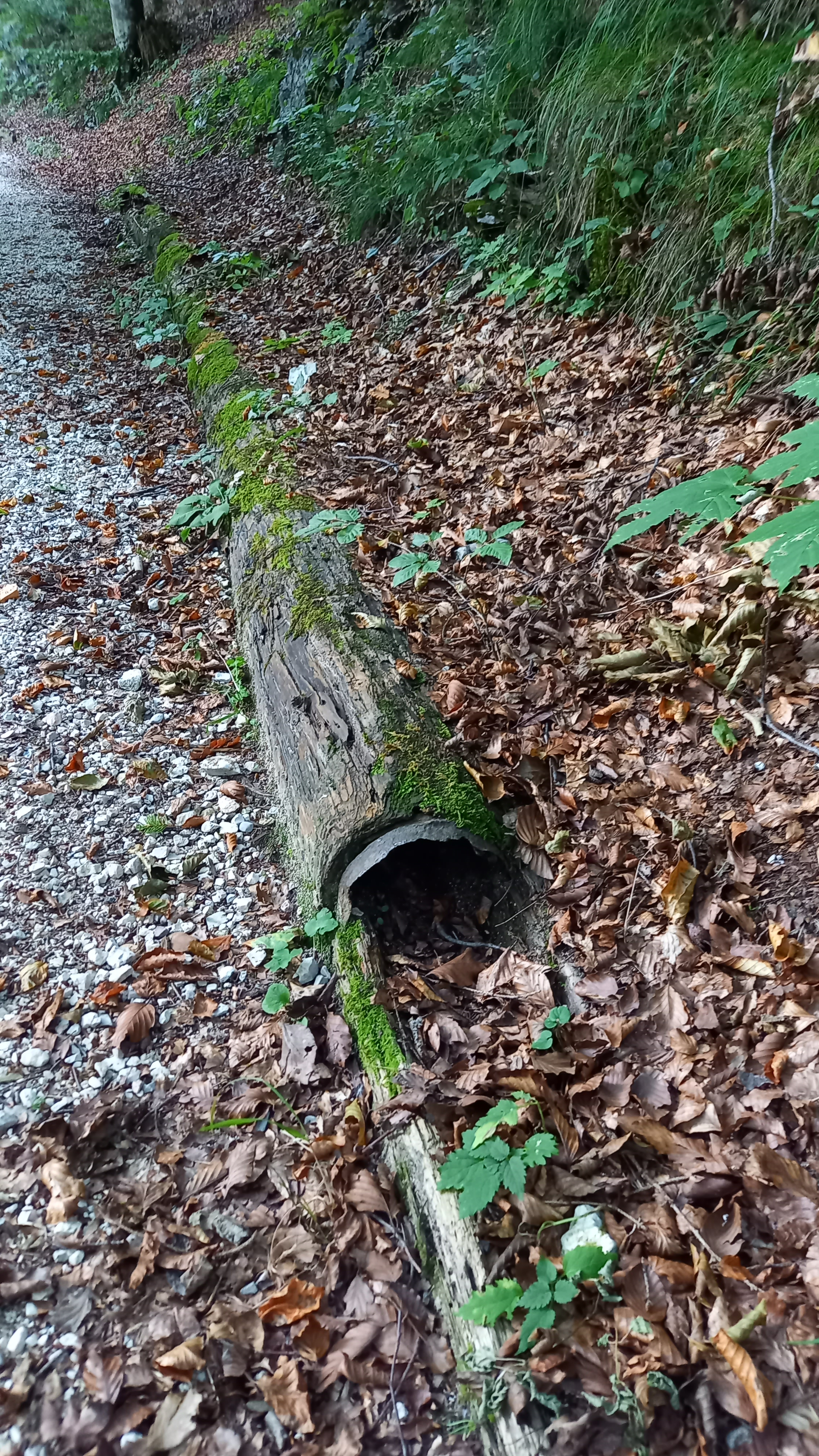
Soleleitung zwischen Hochbehälter Nagling und Zwing (oberhalb des Gletschergartens)

Es gibt 51 Gemeindeteile:
- Adlgaß
- Bichl
- Boden
- Breitmoos
- Duft
- Eben
- Eck
- Ed
- Einsiedl
- Fantenberg
- Gschwall
- Gschwendt
- Hausmann
- Hinterbichl
- Holzen
- Hutterer
- Inzell
- Kapell
- Keitl
- Kienau
- Kienberg
- Klaffeln
- Kohlgrub
- Kranawitt
- Kreuzfeld
- Maiermühle
- Niederachen
- Oed
- Oedmühl
- Panholz
- Paulöd
- Pommern
- Ramsen
- Reith
- Schmelz
- Schneewinkl
- Schwarzberg
- See
- Sterr
- Sulzbach
- Teisenberg
- Thurn
- Unterau
- Unterrain
- Vorderbichl
- Vordergschwall
- Wald
- Wien
- Windgrat
- Würau
- Zwing

## Geschichte

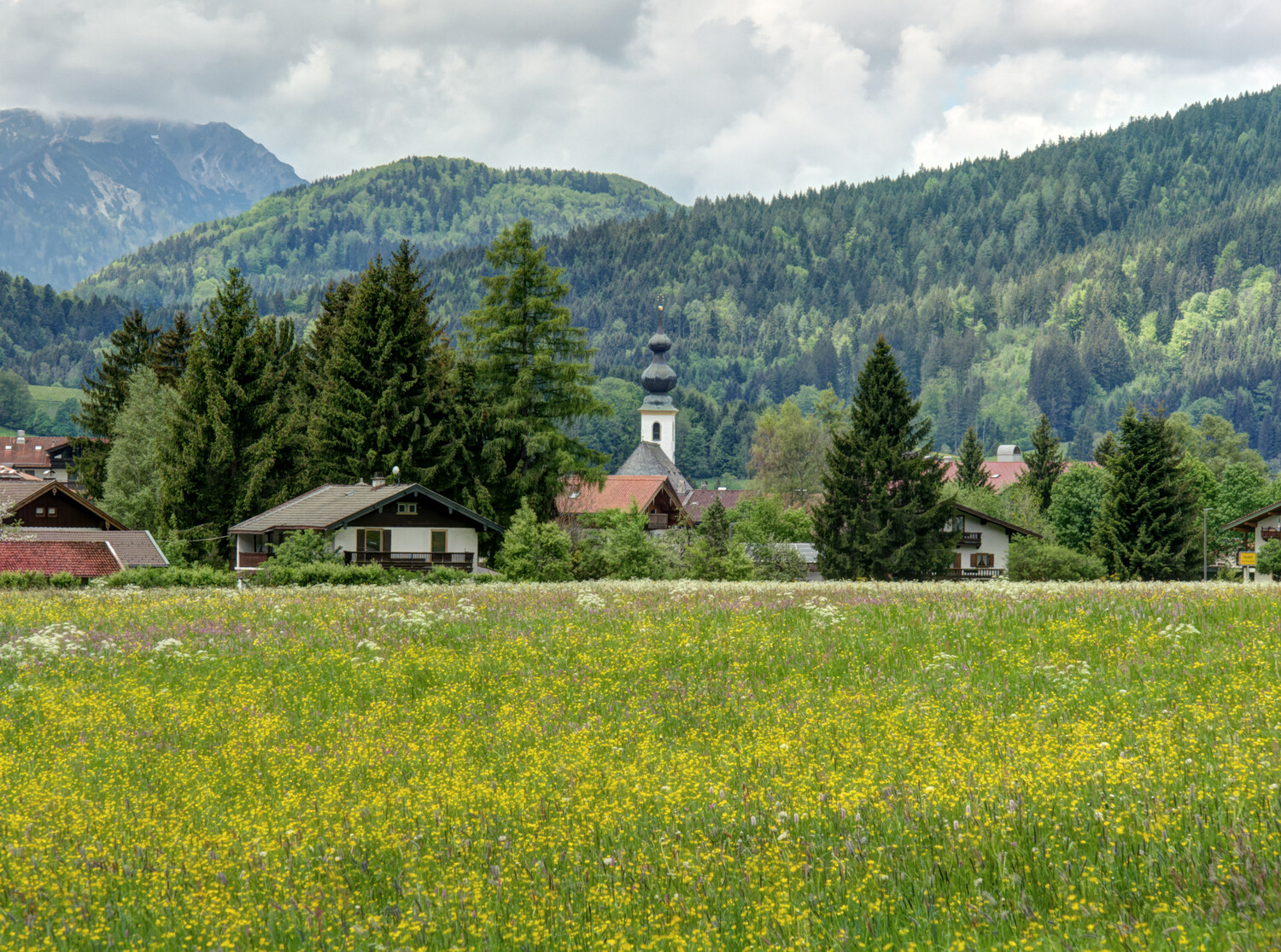
Ortsansicht mit Pfarrkirche St. Michael

Nach Gründung des Klosters Sankt Zeno bei Reichenhall übergab Erzbischof Conrad von Salzburg am 20. September 1177 „dem hl. Zeno und seinen Klosterbrüdern das Gut und den Wald Inzella“. Schon 1195, nach Erbauung der Kirche St. Michael, wird Inzell durch Abtrennung von Vachendorf selbständige Pfarrei und Hofmark. Der Sitz der Hofmark, das Schloss Inzell, fiel der Säkularisation zum Opfer und wurde 1811 abgebrochen. Inzell wurde im Zuge der Verwaltungsreformen in Bayern 1818 eine selbständige politische Gemeinde. Wie schon im Wappen zu sehen ist, war der Bergbau und die Verhüttung der Erze eine wichtige Einnahmequelle der Ortschaft Inzell. Zuerst wurde am Hochstaufen und von 1665 an fast 150 Jahre lang am Inzeller Kienberg, dem Nordabhang des Rauschbergs, Blei und Zink abgebaut. Im jetzigen Ortsteil Schmelz wurde das Erz aufgeschmolzen.
Ab dem Jahr 1619 durchlief die Soleleitung (Bad Reichenhall) das Gemeindegebiet von Inzell. Durch die Leitung wurde Sole, die man wegen fehlender Kapazitäten in der Saline in Reichenhall nicht verarbeiten konnte, zur Filialsaline Traunstein gepumpt. Die Leitung verlief oberirdisch von Reichenhall kommend über die Inzeller Gemeindeteile Zwing und Niederachen entlang der Roten Traun nach Hammer und weiter nach Traunstein. Bei der Modernisierung der Soleleitung in den Jahren 1808–1810 wurde im Gemeindeteil Zwing eine zusätzliche Solereserve errichtet. Die Soleleitung blieb bis in die 1930er Jahre in Betrieb. Heute bestehen mehrere Themenwanderwege (u. a. Salzalpensteig) entlang der Trasse dieser Soleleitung zwischen Bad Reichenhall und Traunstein. An mehreren Schautafeln entlang dieser Wege kann man sich über die alte Soleleitung informieren. Reste der Soleleitung, die aus vier Meter langen Fichtenstämmen (Deicheln) bestand, sind noch zwischen dem Hochbehälter oberhalb des Brunnhaus Nagling und dem Inzeller Gemeindeteil Zwing erkennbar. Zwischen den Gemeindeteilen Niederachen und Wald sind entlang des Soleleitungswegs erhaltene Deicheln ausgestellt.
Ab dem Beginn des 20. Jahrhunderts entwickelte sich der Fremdenverkehr zu einem bedeutenden Wirtschaftsfaktor in Inzell (siehe Abschnitt Entwicklung des Tourismus).
Der Gemeindeteil Ramsen wurde mit Wirkung vom 1. Dezember 1996 von der westlichen Nachbargemeinde Ruhpolding nach Inzell umgegliedert.

### Bevölkerungsentwicklung
Zwischen 1987 und 31. Dezember 2023 wuchs die Bevölkerung der Gemeinde Inzell von 3736 auf 4986 um 1250 Einwohner bzw. um 33,5 %.
| Bevölkerungsentwicklung Gemeinde Inzell |      |      |      |      |      |      |      |      |      |      |      |      |      |      |      |            |            |            |
| Jahr                                    | 1840 | 1871 | 1900 | 1925 | 1939 | 1950 | 1961 | 1970 | 1987 | 1991 | 1995 | 2005 | 2010 | 2015 | 2020 | 31.12.2022 | 31.12.2023 | 31.12.2024 |
| Einwohner                               | 980  | 936  | 1060 | 1464 | 1671 | 2413 | 2315 | 3007 | 3736 | 4065 | 4097 | 4327 | 4490 | 4622 | 4836 | 4911       | 4986       | 4704       |

### Religion
Die Mehrheit der Bürger gehört der römisch-katholischen Kirche an (etwa 73 %). Dieser Wert liegt über dem des Landkreises Traunstein sowie Oberbayerns. Das Gebiet der Gemeinde wird von der Pfarrei Inzell-Weißbach versorgt. Neben der Pfarrkirche St. Michael im Ortszentrum befinden sich zwei weitere katholische Kirchen (Liebfrauenkirche im Ortsteil Niederachen und die Filialkirche St. Nikolaus in Einsiedl) sowie mehrere Kapellen in der Gemeinde Inzell.
10 % der Bevölkerung sind Mitglied der evangelisch-lutherischen Kirche. Im Ortsteil Oed befindet sich die moderne Christuskirche. Der ev.-luth. Pfarrsprengel Inzell gehört zur Kirchengemeinde Ruhpolding.
Ohne bzw. anderer Konfession sind ca. 16 % der Bevölkerung.

### Kirchen und Kapellen
(Quelle: )

#### Pfarrkirche St. Michael
Der romanische Vorgängerbau der heutigen Pfarrkirche St. Michael wurde 1190 vom Erzbischof von Salzburg geweiht. Durch einen Brand am 16. September 1724 wurde die Kirche zum Teil zerstört. 1725–1727 wurde der heutige Kirchenbau zusammen mit der zweistöckigen Sakristei errichtet. Die Ausstattung der Kirche wurde überwiegend um 1770 geschaffen. Vom Deckengewölbe hängt ein überlebensgroßer Gnadenstuhl, der um 1730 gestaltet wurde. Die Kirche wurde in den Jahren 1811, 1848, 1888, 1936 und 1985 renoviert. Am 19. Oktober 1997 wurde eine neue Metzler-Orgel mit 24 Registern und 1494 Pfeifen eingeweiht.

#### Kirche Maria Himmelfahrt (Liebfrauenkirche) im Ortsteil Niederachen
Die Kirche steht etwas erhöht auf dem Steilufer eines Baches. Die erste Kirche an diesem Ort wurde 1496 geweiht. Das jetzige Gotteshaus errichtete man in den Jahren 1696–1698 als einheitlich gegliederten Barockbau. Einige wenige Votivbilder (unter der Empore) deuten darauf hin, dass die Frauenkirche früher ein beliebter Wallfahrtsort war.

#### Kirche St. Nikolaus im Ortsteil Einsiedl
Die Kirche wurde von Luitpold II., Graf von Plain als Buße für ein Verbrechen errichtet: im Jahr 1167 wurde die Stadt Salzburg von seinen Soldaten angezündet und fast ganz zerstört. Das Langhaus mit der ursprünglichen Form stammt aus der Zeit um 1200. Im Laufe der Jahrhunderte wurde die Kirche ständig umgebaut und verändert: Der Chor wurde in der 2. Hälfte des 15. Jahrhunderts errichtet. Das Kreuz im Chorbogen ist als „Lebensbaum“ gestaltet. Diese Arbeit stammt vermutlich aus der 2. Hälfte des 14. Jahrhunderts. Ein Glasgemälde im nördlichen Chorfenster wird als Salzburgische Arbeit auf 1420/30 datiert. Im 17. Jahrhundert tauchen barocke Stilelemente auf und 1866/67 wurden gotische Teile der Kirche erneuert.

#### Evang. Christuskirche, Schwimmbadstr. 17
Die Kirche wurde 1993 vom damaligen Landesbischof Johannes Hanselmann eingeweiht.

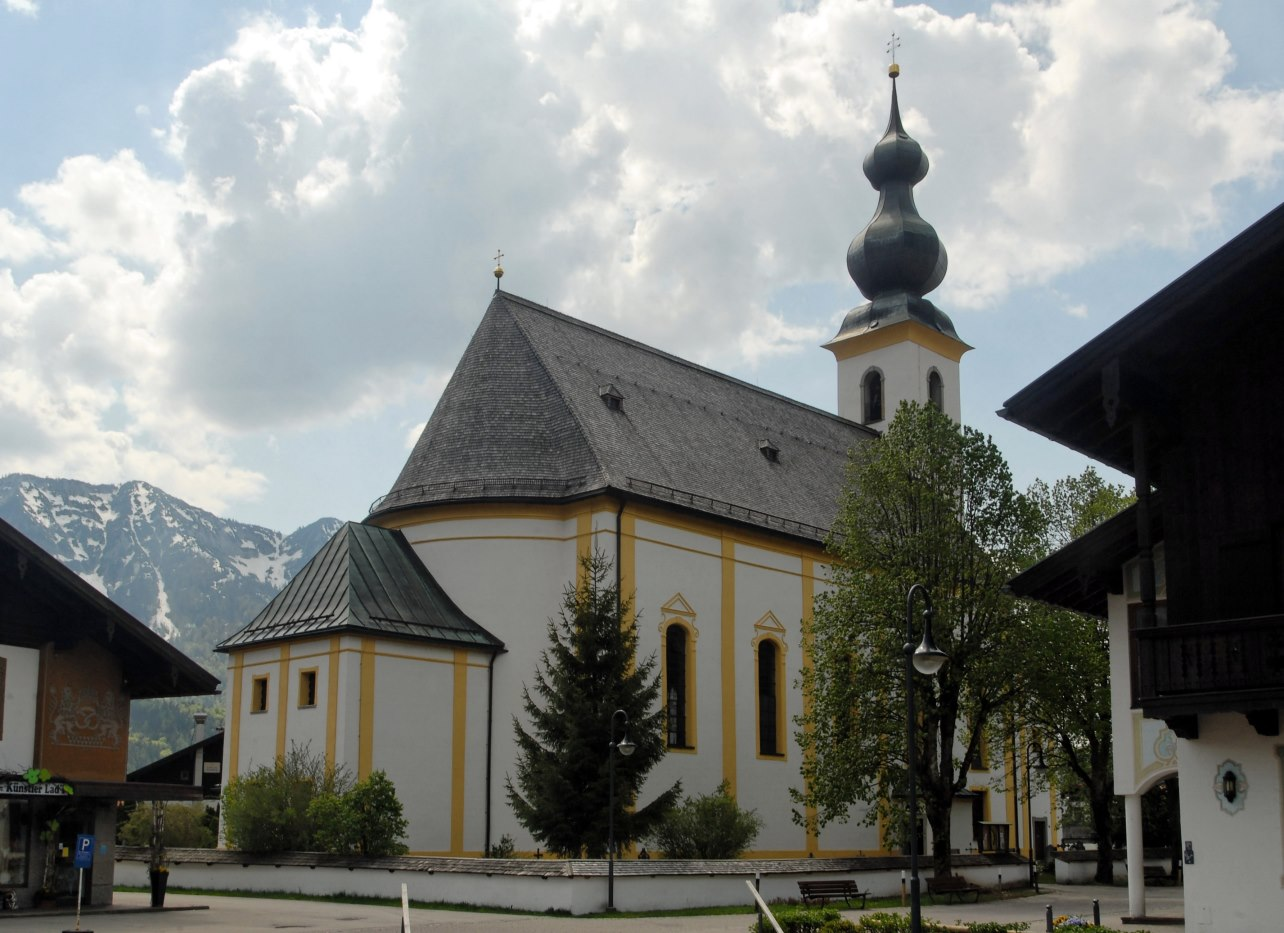
Kath. Pfarrkirche St. Michael
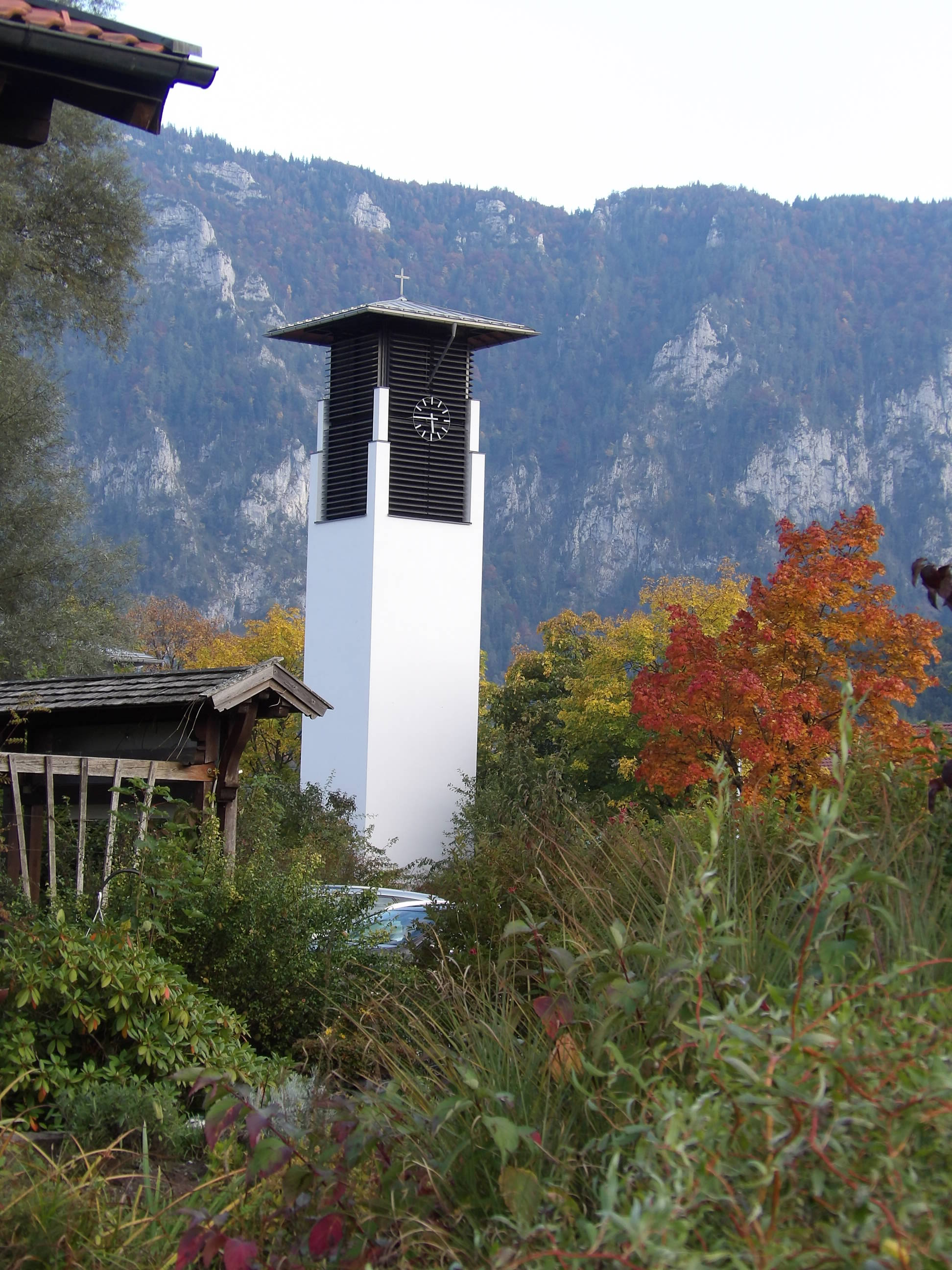
Evang. Christuskirche
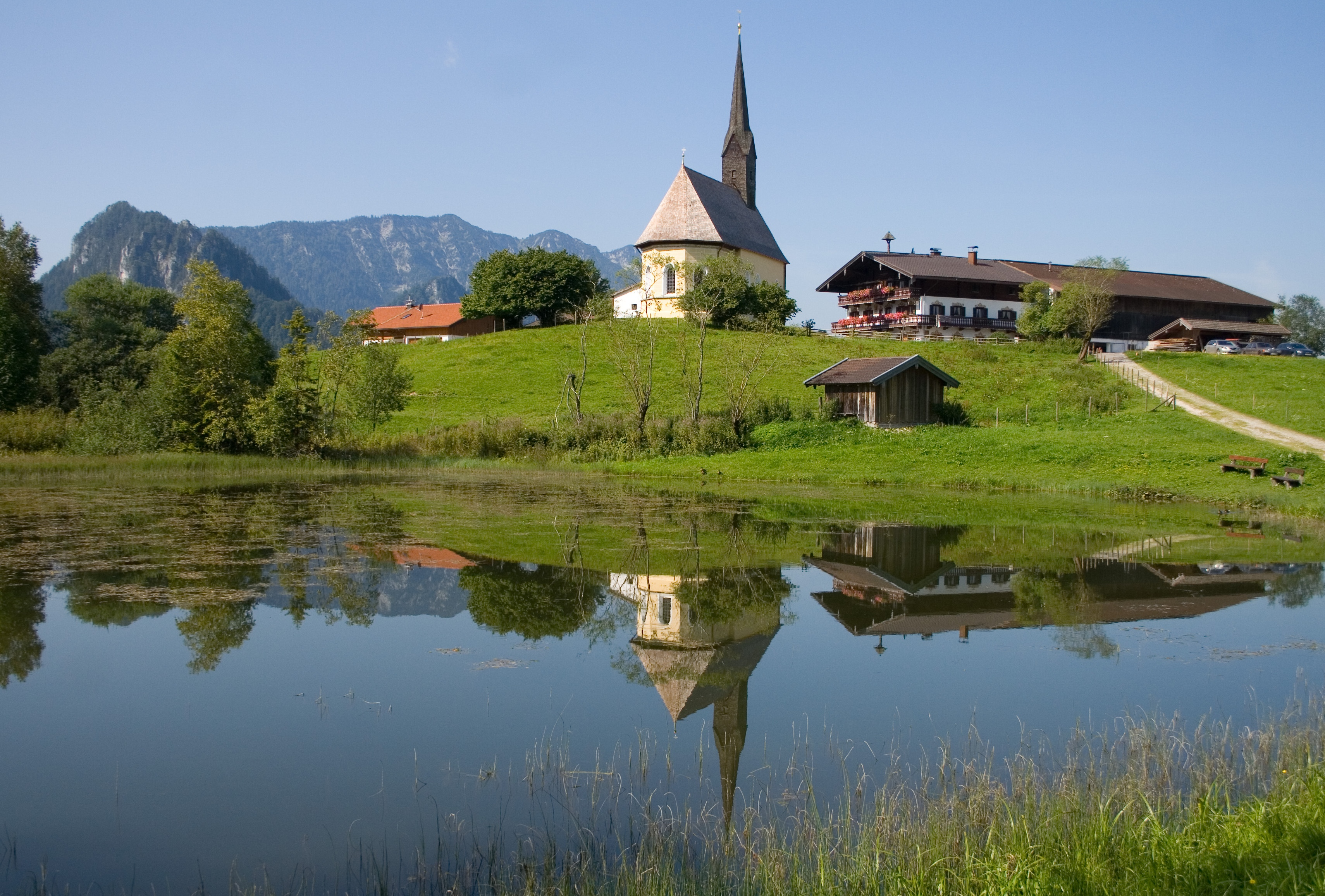
Filialkirche St. Nikolaus in Einsiedl
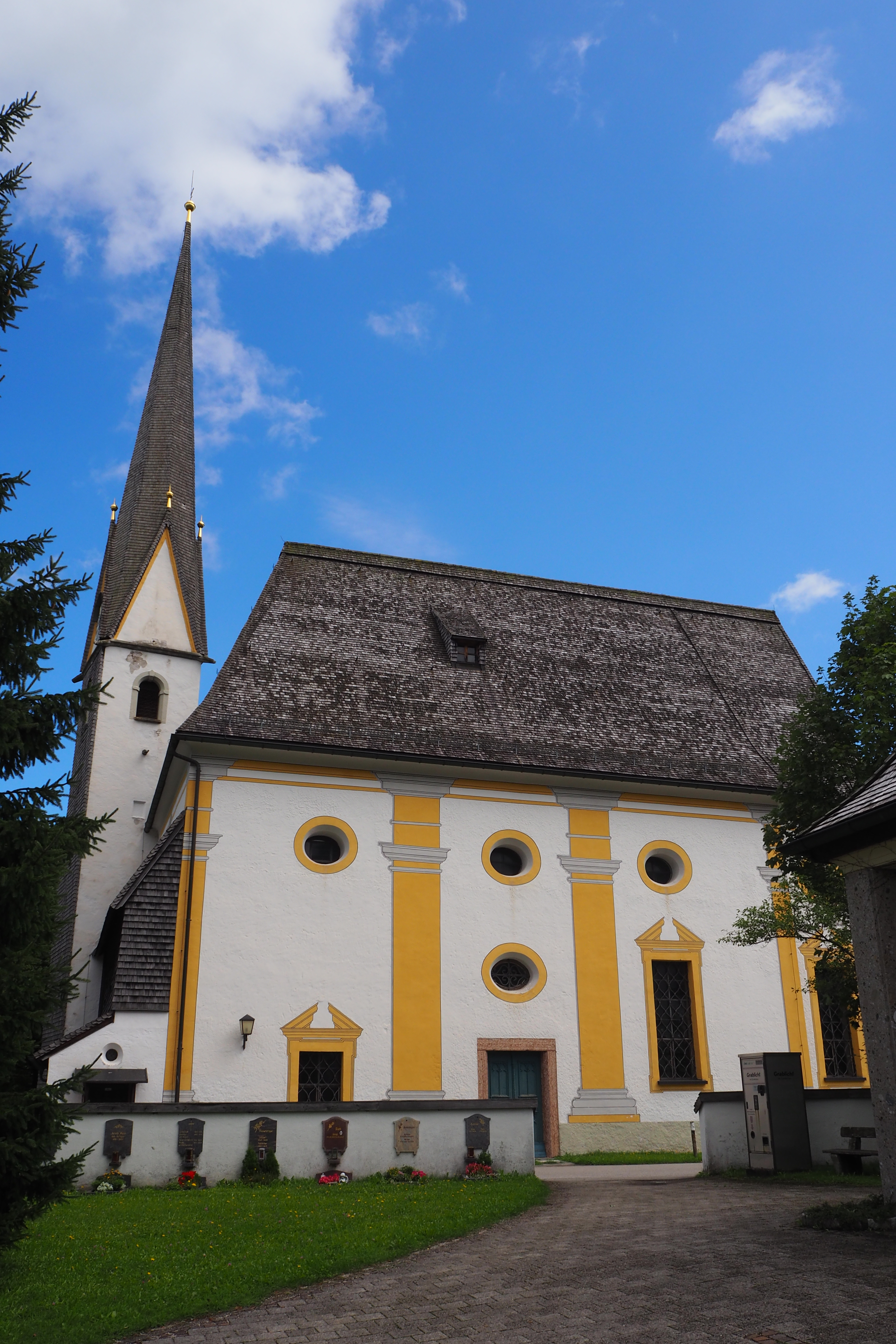
Filialkirche Maria Himmelfahrt (Liebfrauenkirche) in Niederachen

#### Kapellen
- Schmelzer Kapelle: Bau mit Schopfwalmdach und Dachreiter, 18./19. Jahrhundert. Außen verziert mit Reliefs des 2013 verstorbenen Inzeller Künstlers Ernst Rappel, im Ortsteil Schmelz.
- Knappenkapelle am Fahrrießboden: Bau mit Schopfwalmdach, im Inneren bezeichnet mit dem Jahr 1800. Zuletzt renoviert 2024 von den Inzeller Gebirgsschützen. Oberhalb des Ortsteils Schmelz.
- Antonius-Kapelle: erbaut 1894 durch den Hammerschmied Johann Kugelstatter, im Ortsteil Wien.
- Brenner Kapelle: erbaut 1852/53 von Philipp Grill, 100 Jahre später vom Inzeller Pfarrer Alfons Hessenhofer neu errichtet, im Ortsteil Brenner.
- Klaffl Kapelle: Hofkapelle des Klaffl-Hofs, erbaut um 1930, Bau mit einseitigem Walmdach, im Ortsteil Klaffeln.
- Louise von Marillac Kapelle: erbaut von Luise und Claus Stock, eingeweiht 2005, im Ortsteil Windgrat.
- Judas Thaddäus Kapelle: errichtet 2002 von Gertraud und Hans Bauer, im Ortsteil Breitmoos
- Wasserkapelle: quadratischer Bau mit Zeltdach, 18. Jahrhundert. Im Innern der Kapelle befindet sich eine Quelle. Unterhalb der Kirche Maria Himmelfahrt im Ortsteil Niederachen
- Holzner Kapelle: Hofkapelle des Holzner-Hofs, erbaut 2008, im Ortsteil Holzen.
- Auferstehungs Kapelle: gestiftet von Fritz und Brigitta Gastager, gestaltet vom Inzeller Künstler Ernst Rappel in den 1990er Jahren. Im Friedhof bei der Kirche Maria Himmelfahrt im Ortsteil Niederachen.
- Lourdes Kapelle: die Kapelle wurde 1887 an der Nordwestseite der Kirche Maria Himmelfahrt im Ortsteil Niederachen angebaut.
- Kriegergedächtnis Kapelle: an der Südwestseite der Pfarrkirche St. Michael. Die bis dahin so genannte Allerchristgläubigen-Allerseelen Kapelle wurde 1922 nach dem 1. Weltkrieg in die Kriegergedächtnis Kapelle umgestaltet.

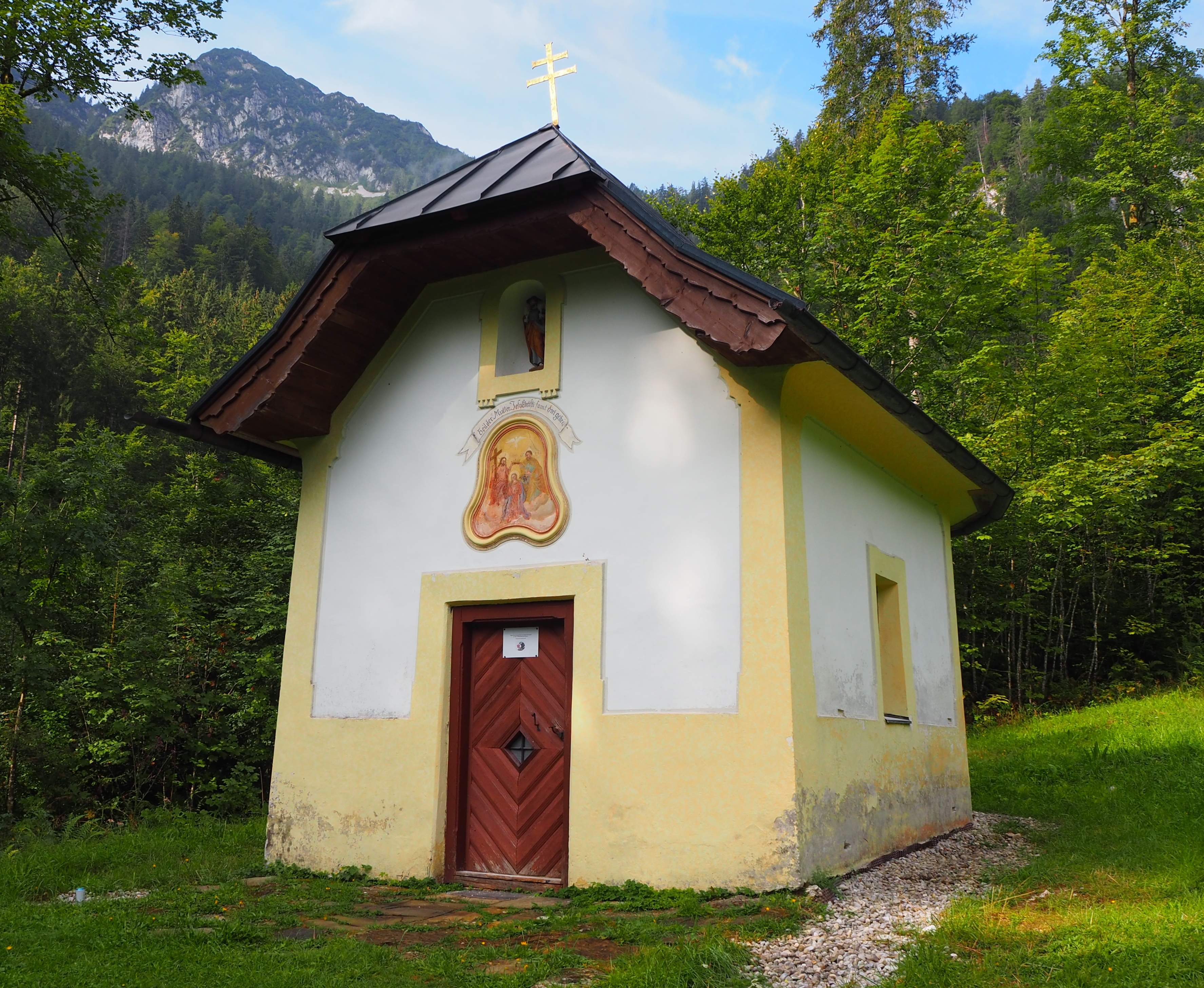
Knappenkapelle am Fahrrießboden
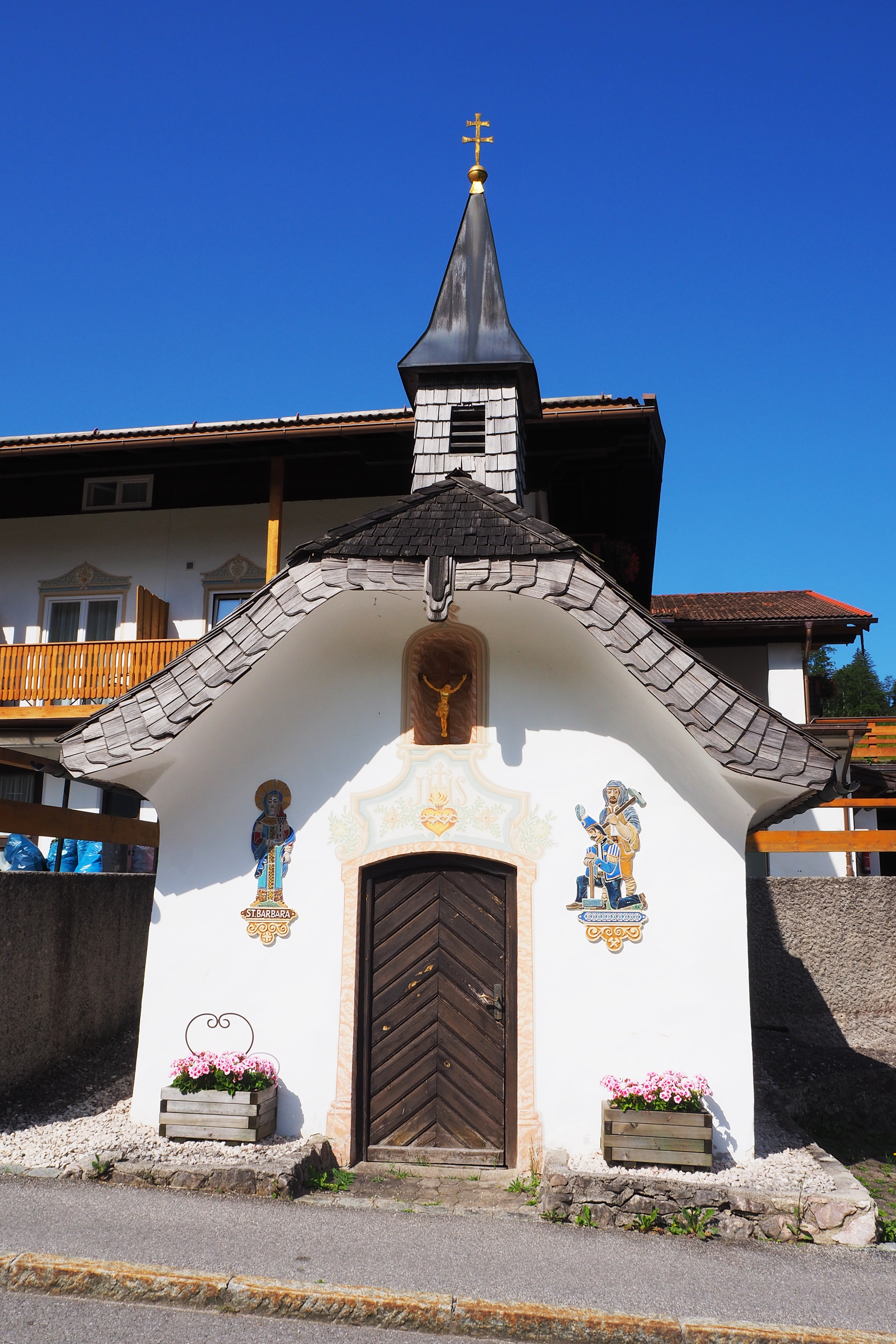
Schmelzer Kapelle
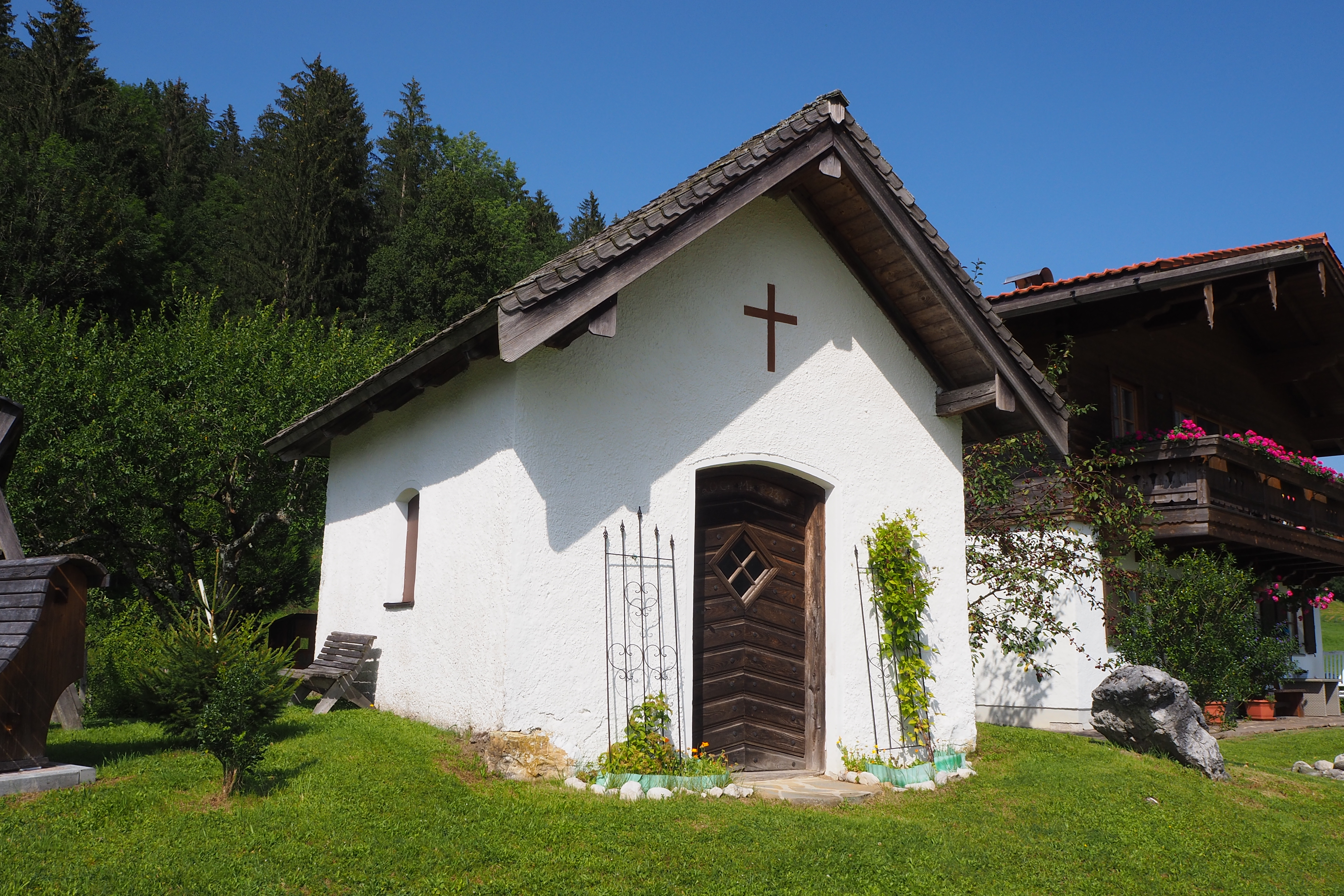
Klaffl Kapelle
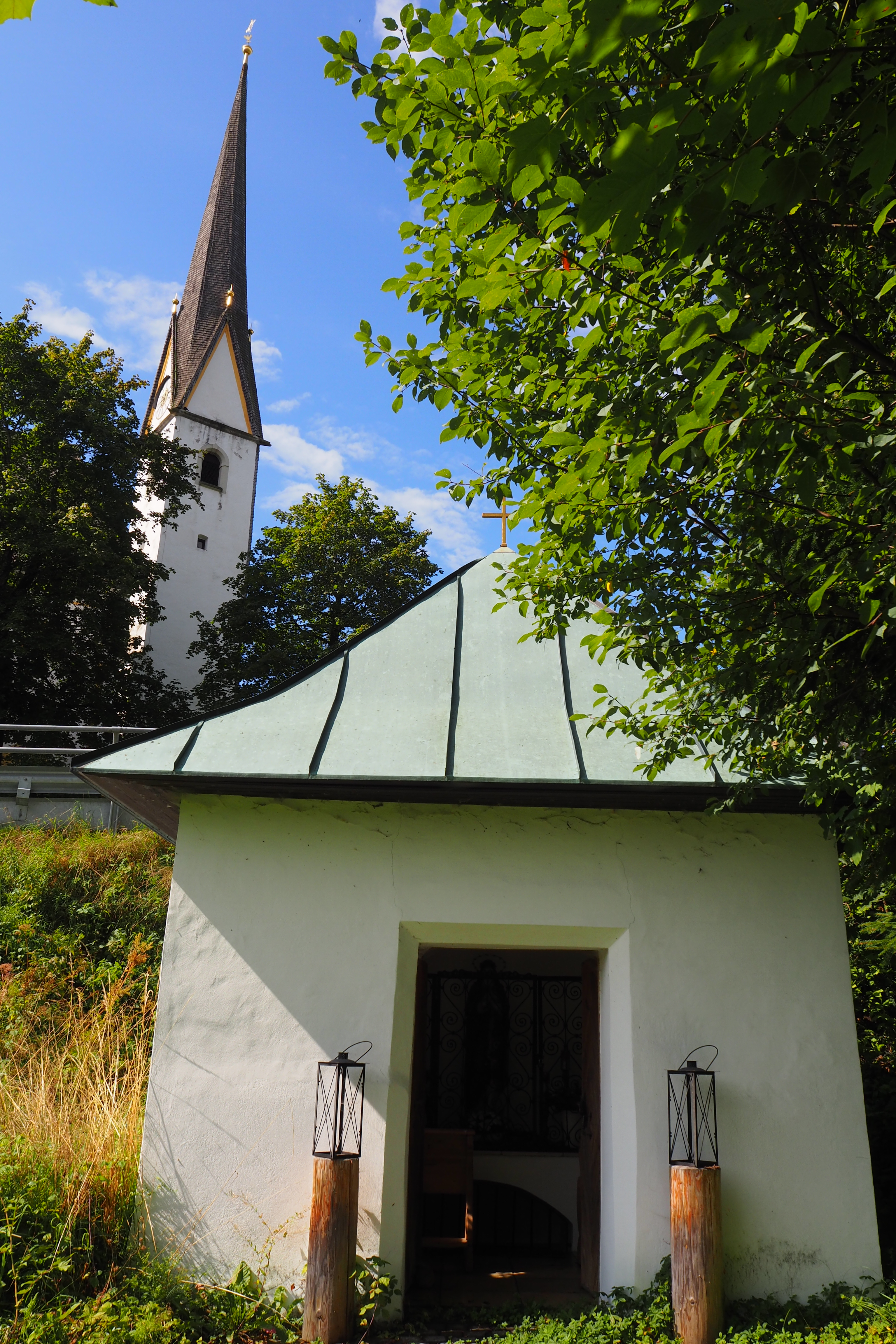
Wasserkapelle

## Politik

### Gemeinderat
Im Gemeinderat sind die Sitze seit der Gemeinderatswahl vom 2. März 2008 mit einer Wahlbeteiligung von 66,0 Prozent wie folgt verteilt:
|      | Partei        | CSU  | SPD / Unabhängige | Bürger für Inzell | Forum aktiv | OBIC * | Gesamt |
| 2008 | Sitze         | 7    | 3                 | 3                 | 2           | 1      | 16     |
| 2008 | Stimmenanteil | 40,9 | 18,1 %            | 20,4 %            | 14,7 %      | 5,9 %  | 100 %  |

Die Gemeinderatswahl vom 16. März 2014 führte bei einer Wahlbeteiligung von 66,2 Prozent zu folgendem Ergebnis:
|      | Partei        | CSU    | SPD    | Bürger für Inzell | Junge Liste | OBIC * | Gesamt |
| 2014 | Sitze         | 6      | 4      | 4                 | 1           | 1      | 16     |
| 2014 | Stimmenanteil | 36,0 % | 24,1 % | 26,3 %            | 8,8 %       | 4,7 %  | 100 %  |

Die Gemeinderatswahl vom 15. März 2020 führte bei einer Wahlbeteiligung von 64,3 Prozent zu folgender Sitzverteilung:
|      | Partei        | CSU    | SPD    | Bürger für Inzell | Junge Liste | Grüne | Gesamt |
| 2020 | Sitze         | 6      | 3      | 4                 | 2           | 1     | 16     |
| 2020 | Stimmenanteil | 34,9 % | 17,5 % | 25,7 %            | 12,8 %      | 9,1 % | 100 %  |

### Bürgermeister
Berufsmäßiger Erster Bürgermeister ist seit 1. Mai 2024 Michael Lorenz (CSU). Der bisherige zweite Bürgermeister wurde am 3. März 2024 mit 94,3 % der gültigen Stimmen gewählt; er war einziger Bewerber.
Sein Vorgänger war seit 2014 Johann Egger (Bürger für Inzell). Bei den Kommunalwahlen 2014 wurde er mit einem Stimmenanteil von 62,0 % zum Nachfolger von Martin Hobmaier (CSU) bestimmt. Bei den Kommunalwahlen am 15. März 2020 wurde er im ersten Wahlgang mit einem Stimmanteil von 88,5 % für weitere sechs Jahre gewählt. Egger trat mit Wirkung zum 30. April 2024 zurück.
Ehemalige Bürgermeister und ihre Amtszeiten
- 1800–1833    Andreas Reindl, Fischer am Sulzbach
- 1833–1836   Johann Rieder, Wallnerbauer
- 1836–1863   Thomas Hirschbichler, Schmied am Sulzbach
- 1863–1866   Philipp Gschwendtner, Heißenbauer
- 1866–1869   Simon Seibald, Hinterteisenberger
- 1869–1892   Johann Baptist Rieder, Wallnerbauer (Sohn von Johann Rieder, Bgm. von 1833 bis 1836)
- 1892–1895   Andreas Kamml, Boarbauer am Kalkofen
- 1895–1900   Anton Eicher, Weißbauer
- 1900–1904   Mathias Hopf, Untergschwendtnerbauer
- 1904–1921   Franz Eicher, Badergütler in Niederachen
- 1921–1924   Michael Flatscher, Schneiderbauer am Sulzbach
- 1924–1933   Josef Eicher, Oedmüller
- 1933–1945   Martin Dießbacher, Sägewerkbesitzer am Eck
- 1945, März–Mai   Franz Doeffinger (kommissarisch)
- 1946–1948   Josef Eicher, Oedmüller
- 1948–1966   Michael Fries, Sägewerkbesitzer in Duft
- 1966–1990   Ludwig Schwabl, Verwaltungsangestellter, von Oberhutterer
- 1990–2002   Oskar Wimmer, Forstbeamter
- 2002–2014   Martin Hobmaier, Berufssoldat
- 2014–2024   Johann Egger, Maschinenbauer
- seit 1. Mai 2024   Michael Lorenz, Selbstständiger (Autohaus Inzell)

### Wappen
| Wappen von Inzell | Blasonierung: „In Rot gekreuzt ein silberner Schlägel und ein silberner Bergmannshammer, darüber ein liegender silberner Fisch.“ |
| Wappen von Inzell | Wappenbegründung: Der silberne Fisch ist vom Wappen der Augustinerprobstei St. Zeno übernommen, die gekreuzten Bergmannswerkzeuge erinnern an den früher betriebenen Bergbau. Wappengeschichte: Der silberne Fisch ist aus dem Stiftswappen der Augustinerpropstei St. Zeno in Bad Reichenhall übernommen, das seit 1416 zwei schräg gestellte silberne Fische im roten Feld zeigte. St. Zeno ist eng mit der Entstehung und der Geschichte von Inzell verbunden. Gut und Wald Incella kamen 1177 durch Schenkung des Salzburger Erzbischofs an die Propstei, die das Gut zu einer stattlichen Hofmark ausbaute. Die gekreuzten Bergmannswerkzeuge Hammer und Schlägel, das so genannte Gezäh, erinnern an den früher am Rauschenberg betriebenen Blei- und Zinkerz-Bergbau. Eine Zink- und Bleischmelzhütte wurde um 1670 errichtet. Bald waren etwa 100 Bergarbeiter beschäftigt. Die Knappen wurden der Hofmarksgerichtsbarkeit von St. Zeno entzogen und einem eigenen Bergrichter unterstellt. Gegen Ende des 18. Jahrhunderts musste der Bergbau weitgehend eingestellt werden, da die Bodenschätze zur Neige gingen. Dieses Wappen wird seit 1953 geführt. |

## Kultur und Sehenswürdigkeiten

### Sport

#### Eissport

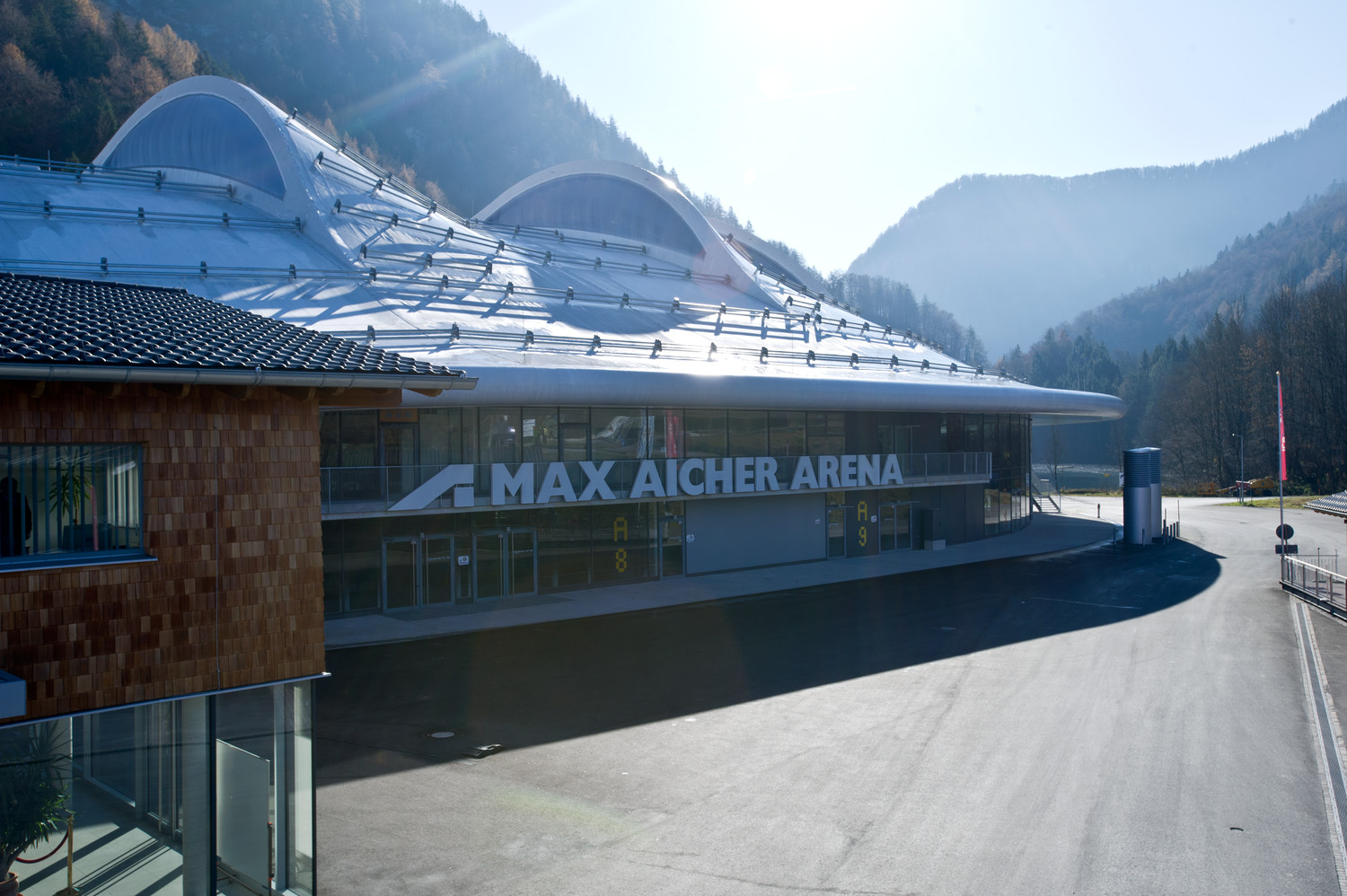
Max Aicher-Arena in Inzell, eine der innovativsten Eisschnelllaufhallen der Welt. Eröffnung zur WM 2011.

Von 1959 bis 1960 wurde am Frillensee ein Eislauf- und Eisschnelllaufplatz errichtet, ehe von 1963 bis 1965 durch den Bau des Natureisstadions mit Eisbahn und Eishockeyfeld der sportliche und touristische Winterbetrieb mit Weltruf eingeleitet wurde. 1965 wurde an Stelle des Natureisstadions als zweite Kunsteisbahn in Deutschland das Eisstadion Inzell errichtet. Dort fanden auch seit den 1960er Jahren Qualifikationsläufe zur Eisspeedway-Weltmeisterschaft statt.
Im März 2011 wurde die Max-Aicher-Arena nach eineinhalbjähriger Bauzeit fertig gestellt. Diese Einschnelllauf-Halle war Voraussetzung für die Ausrichtung der Einzelstrecken-Weltmeisterschaften. In regelmäßigen Abständen werden in der Max-Aicher-Arena Wettkämpfe ausgetragen: Im März 2014 fand dort der Eisspeedway-WM Grand Prix von Deutschland statt. Im Jahr 2019 wurde die Einzelstrecken-Weltmeisterschaft im Eisschnelllauf, im Jahr 2024 die Sprint- und Mehrkampf-Weltmeisterschaft im Eisschnelllauf durchgeführt.
Die Max Aicher-Arena betreibt eine 400 m Eisschnelllaufbahn, ein 30 mal 60 m großes Eishockeyfeld, eine über 300 m lange Inlinebahn, einen Kraftraum, eine Sporthalle und eine Leichtathletik-Sprintstrecke. Neben nationalen und internationalen Eisschnelllaufwettbewerben finden Eishockeyspiele des DEC Inzell und internationale Wettbewerbe im Eisspeedway statt. Zu bestimmten Zeiten stehen das Eishockeyfeld und die Eisschnelllaufbahn für Publikumseislauf, das Eishockeyfeld für Eisstockschießen zur Verfügung.
Nach dem Inkrafttreten des „Stützpunktkonzepts ab 2013“ wurde das bis dahin in Inzell bestehende Bundesleistungszentrum für Roll- und Eisschnelllauf ab 2013 umgewandelt in ein bayerisches Landesleistungszentrum für Eisschnelllauf.

#### Sport- und Freizeitanlagen
(Quelle: )
- Skifahren und Snowboarden: Skigebiet Kesselalm, Pommernlift Inzell, Bioteaque-Schneepark
- Skilanglauf: 80 km präparierte Langlaufloipen, Flutlichtloipe am Campingplatz
- Rodeln: Naturrodelbahn Adlgaß, Snowtubing Skigebiet Kesselalm
- Eislauf und Eisstockschießen: Max Aicher-Arena
- Winterwandern: über 50 km Winterwanderwege
- Inzell ist Ausgangspunkt für zahlreiche Bergtouren und Almwanderung sowie Gipfel- und Almtouren mit dem Mountainbike
- Bergwald-Erlebnispfad
- Moor-Erlebnis-Pfad
- SalzAlpenSteig
- Fußballgolf im Soccerpark Inzell
- Naturbadesee
- Hallenbad (Wiedereröffnung 2025)
- Tennisplätze des Tennisclubs Inzell e. V. an der Max Aicher-Arena
- Schießsportanlagen der Schützengesellschaft Inzell-Adlgaß e. V. in Adlgaß (Kleinkaliber) und im Schützenheim am Badepark (Luftgewehr/Luftpistole)

## Wirtschaft und Infrastruktur
Es gab 2020 nach der amtlichen Statistik 876 sozialversicherungspflichtig beschäftigte Personen, davon im produzierenden Gewerbe 213, im Bereich Handel und Verkehr 321, in sonstigen Wirtschaftsbereichen (mit Landwirtschaft und Dienstleistung) insgesamt 342 Personen. Im verarbeitenden Gewerbe gab es 3, im Bauhauptgewerbe 12 Betriebe. 2020 bestanden 56 landwirtschaftliche Betriebe mit einer landwirtschaftlich genutzten Fläche von jeweils mindestens 5 ha.

### Verkehr
Durch Inzell führt die Bundesstraße 306 und als Teil der Deutschen Alpenstraße die Bundesstraße 305. Der nächstgelegene Anschluss an die Bundesautobahn 8 ist AS Siegsdorf (10 km nördlich).
Die nächsten Haltepunkte befinden sich in Bad Reichenhall an der Bahnstrecke Freilassing–Bad Reichenhall, in Ruhpolding an der Bahnstrecke Traunstein–Ruhpolding sowie Teisendorf an der Bahnstrecke Rosenheim–Salzburg. In Inzell verkehren Busse der Regionalverkehr Oberbayern GmbH. Die Dorflinie Inzell verbindet mit saisonal wechselnden Fahrplänen die Gemeindeteile von Inzell.

### Bildung
Die erste urkundlich erwähnte Besetzung der Inzeller Schule stammt aus dem Jahr 1704. Laut den Pfarrbüchern war die Familie Adlgasser, der auch der Komponist Anton Cajetan Adlgasser entstammt, mit dem Lehrdienst vertraut. Die Schule befand sich im Ortsteil Niederachen. Im Jahr 1852 wurde die Schule in das ehemalige Seppenbauernhaus neben der Pfarrkirche St. Michael verlegt. Das Anwesen war von der Gemeinde zu diesem Zweck erworben worden.
Im Juli 1964 wurde ein neues Schulgebäude mit Turnhalle für die Volksschule Inzell im Ortsteil Bichl erbaut, in dem die Grund- und Mittelschule sowie die Cajetan-Adlgasser Sing- und Musikschule Inzell untergebracht ist.
In Inzell bestehen folgende Bildungseinrichtungen:
- Katholischer Kindergarten St. Michael
- Waldkindergarten Inzell e. V.
- Grundschule mit rund 150 Schülern in 7 Klassen (Schuljahr 2022/23) und Mittelschule mit keiner Klasse (Schuljahr 2022/23) im Mittelschulverband Chiemgau Süd.[27]
- Seit 1969 gibt es zudem die kommunale „Cajetan-Adlgasser Sing- und Musikschule Inzell“.
- Kritische Akademie, eine Bildungseinrichtung der IG Metall

### Entwicklung des Tourismus
Ab 1896 wohnten in der Ödmühle die ersten nachgewiesenen „Sommerfrischler“. Bereits 1907 wurden vom Posthalter Josef Spannring im Gasthof „Post“ Sole- und Moorbadekabinen eingerichtet und Fahrten im Ein- und Zweispännerwagen angeboten. 1913 wurde der Verkehrsverein Inzell gegründet, auf dessen Bestreben bereits im Gründungsjahr die Verkehrsanbindung nach Traunstein (Motorpostlinie) verbessert wurde. 1914 wurde der erste Ortsprospekt aufgelegt.
1913 errichtete Posthalter Josef Spannring auf seinem Grundstück (östlicher Teil des heutigen Erholungsparks) eine Freibadeanstalt. Die Bestrebungen des Verkehrsvereins, diese Badeanstalt zu vergrößern, wurden durch den Ausbruch des Ersten Weltkriegs zunichtegemacht.

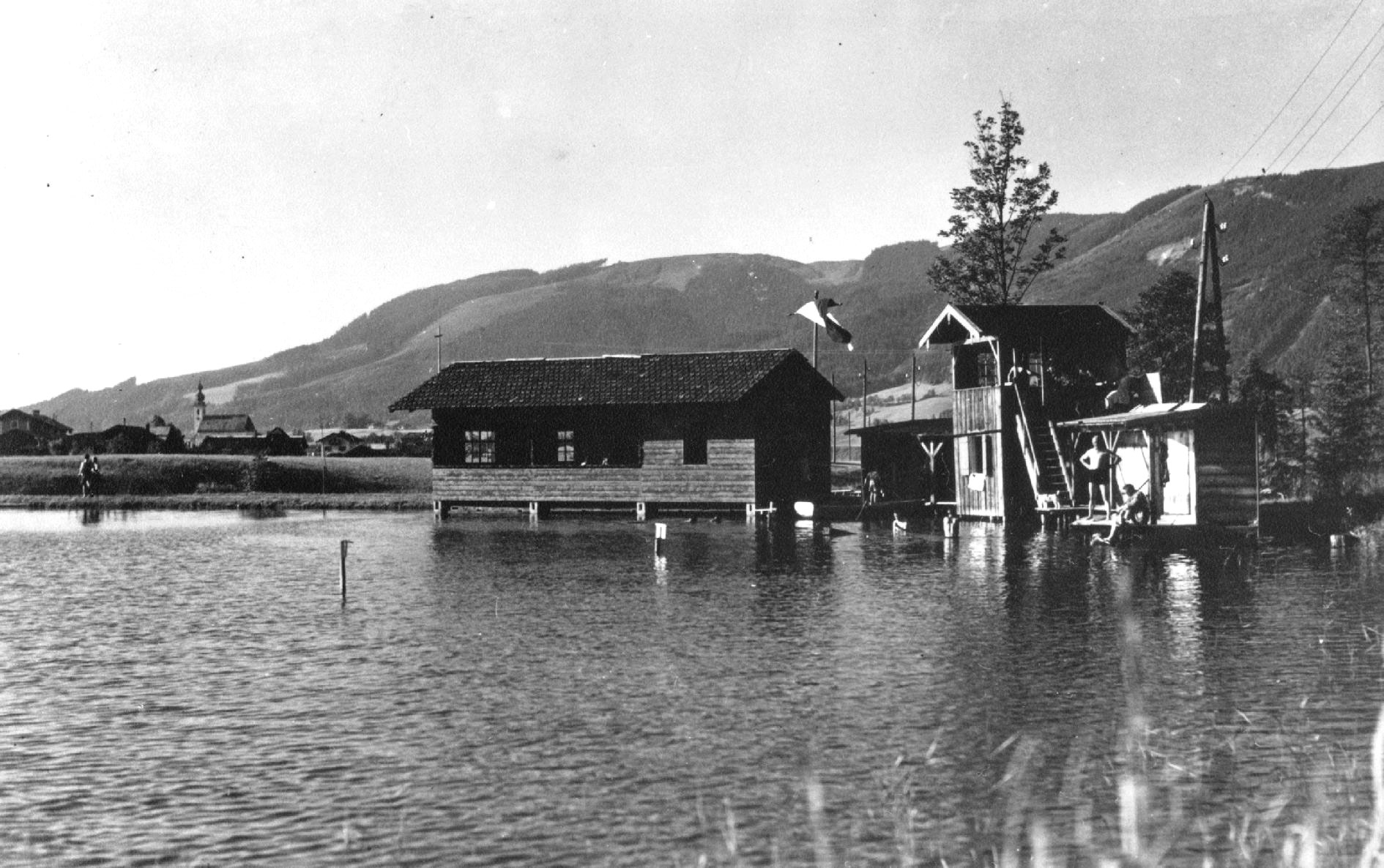
Badeanstalt am Zwingsee in den 1930er Jahren

In der Zwischenkriegszeit wurden die ersten Wanderwege markiert und ein Erholungspark auf dem dafür von Posthalter Spannring gestifteten Grundstücks angelegt. 1925 wurde von Florian Holzner, einem Gründungsmitglied des Verkehrsvereins, die Badeanstalt am Zwingsee gegründet. Im selben Jahr richtete der Verkehrsverein eine Zimmervermittlung ein. 1935 verzeichnete man 19.079 Übernachtungen.
Mit dem Zweiten Weltkrieg kam der Fremdenverkehr nahezu zum Erliegen. 1951 verzeichnete man bereits wieder 54.000 Übernachtungen. Seit 1957 ist Inzell ein staatlich anerkannter Luftkurort.
Die Wiederentdeckung des Frillensee als Eislauf- und Eisschnelllaufplatz leitete den sportlichen und touristischen Winterbetrieb ein. 1965 wurde am Zwingsee das zweite deutsche Kunsteisstadion eröffnet. Dort wurden zahlreiche nationale und internationale Wettbewerbe durchgeführt. Auch aufgrund des dadurch erhöhten Bekanntheitsgrads des Ortes stiegen die Übernachtungszahlen auf 415.423 in 1969.
Ein ständig verbessertes touristisches Angebot (Warmfreibad eröffnet 1972, Hallenbad eröffnet 1977, Skilifte, Skilanglaufloipen, Wanderwegenetz) ließ die Übernachtungszahlen bis auf ein Maximum von über einer Million in den 1990er-Jahren ansteigen. Nach einem Rückgang der Besucherzahlen in den 2000er-Jahren pendelte sich in den Jahren 2015 bis 2019 die Zahl der Übernachtungen auf ca. eine halbe Million pro Jahr ein. 2022 wurden 532.379 Übernachtungen verzeichnet.
Das touristische Übernachtungsangebot umfasst Hotels, Gasthöfe, Pensionen, Urlaub auf dem Bauernhof, Ferienhäuser und -wohnungen, einen Campingplatz sowie Stellplätze für Wohnmobile bei Bauernhöfen.

## Persönlichkeiten

### Söhne und Töchter der Gemeinde
- Anton Cajetan Adlgasser (1729–1777), Komponist und Hoforganist am Salzburger Dom
- Johannes M. Höck (1902–1995), Benediktiner Abt von Ettal und Scheyern, Konzilsvater
- Michael Höck (1903–1996), Geistlicher
- Ludwig Schwabl (1921–2007), bayerischer SPD-Landtagsabgeordneter
- Robert Hültner (* 1950), Kriminalschriftsteller
- Regine Mösenlechner (* 1961), Skirennläuferin
- Rudolf Jeklic (* 1965), Eisschnellläufer
- Thomas Dufter (* 1966), Nordischer Kombinierer
- Matthias Öttl (* 1992), Fußballspieler

### Persönlichkeiten, die vor Ort gewirkt haben
- Rudolf Lenz (1920–1987), österreichischer Filmschauspieler (Förster vom Silberwald). Grabstätte am Inzeller Friedhof
- Günter Traub (* 1939), Eisschnellläufer, Weltrekordhalter
- Erhard Keller (* 1944), Eisschnellläufer, Olympiateilnehmer, zwei Olympiasiege
- Monika Pflug (* 1954), Eisschnellläuferin, Olympiateilnehmerin, Olympiasiegerin
- Peter Wirnsberger (* 1958), Skirennläufer
- Armin Bittner (* 1964), Skirennläufer (verheiratet mit Regine Mösenlechner)
- Günther Bauer (* 1972 in Schleching), Eisspeedwayfahrer, Vizeweltmeister 2003
- Anni Friesinger (* 1977), Eisschnellläuferin, drei Olympiasiege
- Siegfried Walch (* 1984), Kommunalpolitiker